# Discografia di Kate Bush
La discografia di Kate Bush, cantautrice britannica, comprende dieci album in studio, due album dal vivo, sei raccolte (di cui quattro in formato box set), sei album video, tre extended play e 46 singoli (di cui 13 promozionali).

## Album

### Album in studio
| Anno                                                                                          | Titolo e dettagli                                                                                                   | Classifiche | Classifiche | Classifiche | Classifiche | Classifiche | Classifiche | Classifiche | Classifiche | Classifiche | Classifiche | Certificazioni                                                            |
| Anno                                                                                          | Titolo e dettagli                                                                                                   | UK          | AUS         | CAN         | FRA         | GER         | NLD         | NOR         | NZL         | SWE         | USA         | Certificazioni                                                            |
| --------------------------------------------------------------------------------------------- | --- | ----------- | ----------- | ----------- | ----------- | ----------- | ----------- | ----------- | ----------- | ----------- | ----------- | ------------------------------------------------------------------------- |
| 1978                                                                                          | The Kick Inside - Pubblicato: 17 febbraio 1978 - Etichetta: EMI - Formati: CD, LP                                   | 3           | 3           | 95          | 3           | 21          | 1           | 4           | 2           | 8           | —           | - UK: Platino - AUS: Platino - CAN: Platino - NLD: Platino - NZL: Platino |
| 1978                                                                                          | Lionheart - Pubblicato: 13 novembre 1978 - Etichetta: EMI - Formati: CD, LP                                         | 6           | 12          | —           | —           | 25          | 5           | 5           | 5           | 16          | —           | - UK: Platino - AUS: Platino - CAN: Platino - NLD: Oro - NZL: Oro         |
| 1980                                                                                          | Never for Ever - Pubblicato: 8 settembre 1980 - Etichetta: EMI - Formati: CD, LP                                    | 1           | 7           | 44          | 1           | 5           | 4           | 2           | 31          | 16          | —           | - UK: Oro - CAN: Platino - FRA: Oro - GER: Oro - NLD: Oro                 |
| 1982                                                                                          | The Dreaming - Pubblicato: 13 settembre 1982 - Etichetta: EMI - Formati: CD, LP                                     | 3           | 22          | 29          | 8           | 23          | 5           | 12          | —           | 45          | 157         | - UK: Argento                                                             |
| 1985                                                                                          | Hounds of Love - Pubblicato: 16 settembre 1985 - Etichetta: EMI - Formati: CD, LP                                   | 1           | 6           | 7           | 9           | 2           | 1           | 12          | 17          | 9           | 12          | - UK: Platino (2) - CAN: Platino - FRA: Oro - GER: Platino - NLD: Oro     |
| 1989                                                                                          | The Sensual World - Pubblicato: 17 ottobre 1989 - Etichetta: EMI, Columbia - Formati: CD, LP                        | 2           | 30          | 14          | 38          | 10          | 16          | 7           | 27          | 17          | 43          | - UK: Platino - CAN: Oro - FRA: Oro - USA: Oro                            |
| 1993                                                                                          | The Red Shoes - Pubblicato: 2 novembre 1993 - Etichetta: EMI, Columbia - Formati: CD, LP                            | 2           | 17          | 13          | 14          | 18          | 23          | —           | 30          | 16          | 28          | - UK: Platino - CAN: Oro                                                  |
| 2005                                                                                          | Aerial - Pubblicato: 7 novembre 2005 - Etichetta: EMI, Columbia - Formati: CD, LP, download digitale                | 3           | 25          | —           | 12          | 3           | 7           | 4           | 22          | 7           | 48          | - UK: Platino - CAN: Platino - FRA: Oro - GER: Oro                        |
| 2011                                                                                          | Director's Cut - Pubblicato: 16 maggio 2011 - Etichetta: Fish People, EMI - Formati: CD, LP, download digitale      | 2           | 41          | 66          | 31          | 11          | 6           | 2           | 38          | 12          | —           | - UK: Oro                                                                 |
| 2011                                                                                          | 50 Words for Snow - Pubblicato: 21 novembre 2011 - Etichetta: Fish People, EMI - Formati: CD, LP, download digitale | 5           | 22          | 39          | 21          | 7           | 10          | 13          | 39          | 13          | 83          | - UK: Oro                                                                 |
| "—" indica che l'opera non si è classificata o che non è stata pubblicata in quel territorio. | |             |             |             |             |             |             |             |             |             |             |                                                                           |

### Album dal vivo
| Anno                                                                                          | Titolo e dettagli                                                                                                 | Classifiche | Classifiche | Classifiche | Classifiche | Classifiche | Classifiche | Classifiche | Classifiche | Certificazioni |
| Anno                                                                                          | Titolo e dettagli                                                                                                 | UK          | AUS         | CAN         | FRA         | GER         | NLD         | SWE         | USA         | Certificazioni |
| --------------------------------------------------------------------------------------------- | --- | ----------- | ----------- | ----------- | ----------- | ----------- | ----------- | ----------- | ----------- | -------------- |
| 1994                                                                                          | Live at the Hammersmith Odeon - Pubblicato: 3 gennaio 1994 - Etichetta: EMI - Formati: CD                         | —           | —           | —           | —           | —           | —           | —           | —           |                |
| 2016                                                                                          | Before the Dawn - Pubblicato: 25 novembre 2016 - Etichetta: Fish People, Concord - Formati: CD, download digitale | 4           | 35          | 89          | 52          | 14          | 11          | 45          | 121         | - UK: Oro      |
| "—" indica che l'opera non si è classificata o che non è stata pubblicata in quel territorio. | |             |             |             |             |             |             |             |             |                |

### Raccolte
| Anno                                                                                          | Titolo e dettagli                                                                                           | Classifiche | Classifiche | Classifiche | Classifiche | Classifiche | Classifiche | Classifiche | Classifiche | Classifiche | Classifiche | Certificazioni                                                |
| Anno                                                                                          | Titolo e dettagli                                                                                           | UK          | AUS         | CAN         | FRA         | GER         | NLD         | NOR         | NZL         | SWE         | USA         | Certificazioni                                                |
| --------------------------------------------------------------------------------------------- | --- | ----------- | ----------- | ----------- | ----------- | ----------- | ----------- | ----------- | ----------- | ----------- | ----------- | ------------------------------------------------------------- |
| 1986                                                                                          | The Whole Story - Pubblicato: 10 novembre 1986 - Etichetta: EMI - Formati: CD, LP                           | 1           | 28          | 27          | 9           | 11          | 22          | 10          | 4           | 48          | 76          | - UK: Platino (4) - CAN: Oro - BEL: Oro - GER: Oro - NZL: Oro |
| 2019                                                                                          | The Other Sides - Pubblicato: 8 marzo 2019 - Etichetta: Fish People, Rhino - Formati: CD, download digitale | 18          | —           | —           | —           | 56          | —           | —           | —           | —           | —           |                                                               |
| "—" indica che l'opera non si è classificata o che non è stata pubblicata in quel territorio. | |             |             |             |             |             |             |             |             |             |             |                                                               |

## Box set
| Anno                                                                                          | Titolo e dettagli | Classifiche |
| Anno                                                                                          | Titolo e dettagli | UK          |
| --------------------------------------------------------------------------------------------- | --- | ----------- |
| 1984                                                                                          | The Single File 1978~1983 - Pubblicato: 23 gennaio 1984 - Etichetta: EMI - Formati: LP                                | —           |
| 1990                                                                                          | This Woman's Work: Anthology 1978–1990 - Pubblicato: 22 ottobre 1990 - Etichetta: EMI - Formati: CD                   | —           |
| 2018                                                                                          | Remastered Part I - Pubblicato: 16 novembre 2018 - Etichetta: Fish People, Parlophone, Rhino - Formati: LP            | 51          |
| 2018                                                                                          | Remastered Part II - Pubblicato: 30 novembre 2018 - Etichetta: Fish People, Parlophone, Rhino, Novercia - Formati: LP | 81          |
| "—" indica che l'opera non si è classificata o che non è stata pubblicata in quel territorio. | |             |

## Extended play
| Anno                                                                                          | Titolo e dettagli                                                                   | Classifiche | Classifiche | Classifiche |
| Anno                                                                                          | Titolo e dettagli                                                                   | UK          | NLD         | USA         |
| --------------------------------------------------------------------------------------------- | ----------------------------------------------------------------------------------- | ----------- | ----------- | ----------- |
| 1979                                                                                          | On Stage - Pubblicato: 31 agosto 1979 - Etichetta: EMI - Formati: CD, LP            | 10          | 17          | —           |
| 1983                                                                                          | Kate Bush - Pubblicato: 15 giugno 1983 - Etichetta: EMI - Formati: LP               | —           | —           | 148         |
| 1990                                                                                          | Aspects of the Sensual World - Pubblicato: 1990 - Etichetta: Columbia - Formati: CD | —           | —           | —           |
| "—" indica che l'opera non si è classificata o che non è stata pubblicata in quel territorio. |                                                                                     |             |             |             |

## Singoli

### Come artista principale
| Anno                                                                                          | Titolo                             | Classifiche | Classifiche | Classifiche | Classifiche | Classifiche | Classifiche | Classifiche | Classifiche | Classifiche | Classifiche | Certificazioni | Album di provenienza                                           |
| Anno                                                                                          | Titolo                             | UK          | AUS         | CAN         | FRA         | GER         | IRE         | ITA         | NLD         | NZL         | USA         | Certificazioni | Album di provenienza                                           |
| --------------------------------------------------------------------------------------------- | ---------------------------------- | ----------- | ----------- | ----------- | ----------- | ----------- | ----------- | ----------- | ----------- | ----------- | ----------- | --- | -------------------------------------------------------------- |
| 1978                                                                                          | Wuthering Heights                  | 1           | 1           | —           | 14          | 11          | 1           | 1           | 3           | 1           | —           | - UK: Platino - NLD: Oro - AUS: Oro - BRA: Oro - NZL: Platino - DNK: Oro                                                              | The Kick Inside                                                |
| 1978                                                                                          | The Man with the Child in His Eyes | 6           | 22          | —           | —           | —           | 3           | —           | 23          | 36          | 85          | - UK: Argento | The Kick Inside                                                |
| 1978                                                                                          | Hammer Horror                      | 44          | 17          | —           | —           | —           | 10          | 33          | 25          | 21          | —           | | Lionheart                                                      |
| 1979                                                                                          | Wow                                | 14          | —           | —           | —           | —           | 17          | —           | —           | —           | —           | | Lionheart                                                      |
| 1980                                                                                          | Breathing                          | 16          | —           | —           | —           | —           | —           | —           | 44          | —           | —           | | Never for Ever                                                 |
| 1980                                                                                          | Babooshka                          | 5           | 2           | —           | 4           | 14          | 5           | 6           | 24          | 8           | —           | - UK: Oro | Never for Ever                                                 |
| 1980                                                                                          | Army Dreamers                      | 16          | —           | —           | —           | —           | 14          | —           | 25          | —           | —           | - UK: Argento | Never for Ever                                                 |
| 1980                                                                                          | December Will Be Magic Again       | 29          | —           | —           | —           | 55          | 13          | —           | —           | —           | —           | | /                                                              |
| 1981                                                                                          | Sat in Your Lap                    | 11          | 93          | —           | 72          | —           | 18          | 36          | 32          | —           | —           | | The Dreaming                                                   |
| 1982                                                                                          | The Dreaming                       | 48          | 91          | —           | —           | —           | —           | —           | —           | —           | —           | | The Dreaming                                                   |
| 1982                                                                                          | There Goes a Tenner                | —           | —           | —           | —           | —           | —           | —           | —           | —           | —           | | The Dreaming                                                   |
| 1982                                                                                          | Suspended in Gaffa                 | —           | —           | —           | 33          | —           | —           | —           | 50          | —           | —           | | The Dreaming                                                   |
| 1983                                                                                          | Ne t'enfuis pas                    | —           | —           | —           | —           | —           | —           | —           | —           | —           | —           | | Kate Bush                                                      |
| 1983                                                                                          | Night of the Swallow               | —           | —           | —           | —           | —           | —           | —           | —           | —           | —           | | The Dreaming                                                   |
| 1985                                                                                          | Running Up That Hill               | 1           | 1           | 2           | 3           | 3           | 3           | 18          | 3           | 1           | 3           | - UK: Platino (3) - CAN: Platino (2) - DNK: Platino - ITA: Platino - PRT: Platino - NZL: Platino - SWE: Platino - GER: Oro - ESP: Oro | Hounds of Love                                                 |
| 1985                                                                                          | Cloudbusting                       | 20          | —           | —           | 30          | 20          | 13          | 41          | 13          | —           | —           | - UK: Argento | Hounds of Love                                                 |
| 1986                                                                                          | Hounds of Love                     | 18          | —           | 84          | —           | 68          | 12          | —           | —           | —           | —           | - UK: Argento | Hounds of Love                                                 |
| 1986                                                                                          | The Big Sky                        | 37          | —           | —           | —           | —           | 15          | —           | —           | —           | —           | | Hounds of Love                                                 |
| 1986                                                                                          | Don't Give Up (con Peter Gabriel)  | 9           | 5           | 40          | 36          | 27          | 4           | —           | 5           | 16          | 72          | | So                                                             |
| 1986                                                                                          | Experiment IV                      | 23          | —           | —           | —           | 50          | 12          | 62          | —           | —           | —           | | The Whole Story                                                |
| 1989                                                                                          | The Sensual World                  | 12          | 44          | 58          | 81          | 29          | 6           | 15          | 20          | —           | —           | | The Sensual World                                              |
| 1989                                                                                          | This Woman's Work                  | 25          | 89          | —           | —           | —           | 20          | —           | —           | —           | —           | - UK: Oro | The Sensual World                                              |
| 1990                                                                                          | Love and Anger                     | 38          | 145         | —           | —           | —           | —           | —           | —           | —           | —           | | The Sensual World                                              |
| 1991                                                                                          | Rocket Man                         | 12          | 2           | —           | 45          | 36          | 17          | —           | 27          | —           | —           | | Two Rooms: Celebrating the Songs of Elton John & Bernie Taupin |
| 1993                                                                                          | Rubberband Girl                    | 12          | 39          | 50          | —           | 65          | 17          | 23          | 37          | 34          | 88          | | The Red Shoes                                                  |
| 1993                                                                                          | Moments of Pleasure                | 26          | 119         | —           | —           | —           | —           | —           | —           | —           | —           | | The Red Shoes                                                  |
| 1994                                                                                          | The Red Shoes                      | 21          | —           | —           | —           | —           | —           | —           | —           | —           | —           | | The Red Shoes                                                  |
| 1994                                                                                          | Eat the Music                      | —           | 133         | —           | —           | —           | —           | —           | —           | —           | —           | | The Red Shoes                                                  |
| 1994                                                                                          | The Man I Love (con Larry Adler)   | 27          | 199         | —           | —           | —           | —           | —           | —           | —           | —           | | The Glory of Gershwin                                          |
| 1994                                                                                          | And So Is Love                     | 26          | —           | —           | —           | —           | —           | —           | —           | —           | —           | | The Red Shoes                                                  |
| 2005                                                                                          | King of the Mountain               | 4           | —           | 5           | —           | 42          | 13          | 24          | 13          | —           | —           | | Aerial                                                         |
| 2011                                                                                          | Deeper Understanding               | 87          | —           | —           | 92          | —           | —           | —           | —           | —           | —           | | Director's Cut                                                 |
| 2011                                                                                          | Wild Man                           | 73          | —           | —           | —           | —           | —           | —           | —           | —           | —           | | 50 Words for Snow                                              |
| "—" indica che l'opera non si è classificata o che non è stata pubblicata in quel territorio. |                                    |             |             |             |             |             |             |             |             |             |             | |                                                                |

### Singoli promozionali
| Anno | Titolo                             | Album di provenienza |
| ---- | ---------------------------------- | -------------------- |
| 1978 | Moving                             | The Kick Inside      |
| 1978 | Them Heavy People                  | The Kick Inside      |
| 1978 | Room for the Life                  | The Kick Inside      |
| 1979 | Strange Phenomena                  | The Kick Inside      |
| 1979 | Symphony in Blue                   | Lionheart            |
| 1983 | Un baiser d'enfant                 | Kate Bush            |
| 1987 | Be Kind to My Mistakes             | Castaway             |
| 2005 | π                                  | Aerial               |
| 2012 | Lake Tahoe                         | 50 Words for Snow    |
| 2016 | And Dream of Sheep (Live)          | Before the Dawn      |
| 2016 | King of the Mountain (Live)        | Before the Dawn      |
| 2019 | Cloudbusting (The Organon Remix)   | The Other Sides      |
| 2019 | Ne t'enfuis pas/Un baiser d'enfant | The Other Sides      |

## Videografia

### Album video
| Anno | Titolo e dettagli                                                                             |
| ---- | --------------------------------------------------------------------------------------------- |
| 1981 | Live at Hammersmith Odeon - Pubblicato: 1981 - Etichetta: EMI, PMI - Formati: LD, VHS         |
| 1983 | The Single File - Pubblicato: 1983 - Etichetta: PMI - Formati: LD, VHS                        |
| 1986 | The Hair of the Hound - Pubblicato: 1986 - Etichetta: PMI - Formati: LD, VHS                  |
| 1987 | The Whole Story - Pubblicato: 1987 - Etichetta: PMI - Formati: LD, VHS                        |
| 1990 | The Sensual World – The Videos - Pubblicato: 1990 - Etichetta: Columbia - Formati: LD, VHS    |
| 1994 | The Line, the Cross and the Curve - Pubblicato: 1994 - Etichetta: EMI, PMI - Formati: LD, VHS |